# Коваля-Стемпоцина
Коваля-Стемпоцина (пол. Kowala-Stępocina) — село в Польщі, у гміні Коваля Радомського повіту Мазовецького воєводства.
Населення — 1158 осіб (2011).
У 1975-1998 роках село належало до Радомського воєводства.

## Демографія
Демографічна структура станом на 31 березня 2011 року:
|          | Загалом | Допрацездатний вік | Працездатний вік | Постпрацездатний вік |
| -------- | ------- | ------------------ | ---------------- | -------------------- |
| Чоловіки | 562     | 134                | 376              | 52                   |
| Жінки    | 596     | 148                | 343              | 105                  |
| Разом    | 1158    | 282                | 719              | 157                  |